# Sächsisch-Niederlausitzer Heideland
Als Sächsisch-Niederlausitzer Heideland wird eine Naturregion in Sachsen bezeichnet. Die aktuelle naturräumliche Gliederung des Freistaats Sachsen gruppiert Naturräume der oberen chorischen bzw. subregionischen Dimensionsstufe (Makrogeochoren), um ihre großräumige Einordnung zu veranschaulichen, in drei sächsische Naturregionen. Diese stellen jeweils Ausschnitte aus naturräumlichen Einheiten höherer Ordnung dar, jedoch beschränken sich die bislang veröffentlichten Beschreibungen meist auf den innerhalb der sächsischen Landesgrenzen gelegenen Anteil.
Das Sächsisch-Niederlausitzer Heideland bildet nach dieser Gliederung den südlichsten Ausläufer des Norddeutschen Tieflandes im Osten Deutschlands. Es erstreckt sich in zwei Teilgebieten am Nordrand Sachsens und nimmt etwa 20 % der Fläche dieses Bundeslandes ein. Während seine Begrenzungen im Norden und Osten wegen des vorgegebenen Erforschungs- und Erfassungsrahmens entlang der politischen Grenzen gezogen wurden, verlaufen sie ansonsten den physiogeographischen Gegebenheiten gemäß und deckungsgleich mit denen der beteiligten Naturräume. Der westliche, etwa zwischen den Flüssen Mulde und Große Röder gelegene Teil beinhaltet die Makrogeochoren Düben-Dahlener-Heide, Elbe-Elster-Niederung und im äußersten Nordwesten einen kleinen Anteil des Bitterfelder Bergbaureviers, dessen Hauptteil sich im Bundesland Sachsen-Anhalt befindet und in der dortigen Landschaftsplanung als Tagebauregion Bitterfeld bezeichnet wird. Der östliche Teil umfasst die Königsbrück-Ruhlander Heiden, das Oberlausitzer Heide- und Teichgebiet, das Oberlausitzer Bergbaurevier, die Muskauer Heide, den Lausitzer Grenzwall sowie im äußersten Norden einen kleinen Teil der Cottbuser Sandplatte, die sich hauptsächlich im Bundesland Brandenburg erstreckt. Zwischen die beiden Teilräume schiebt sich die Großenhainer Pflege, die aufgrund ihrer naturräumlichen Eigenschaften bereits zur südlich anschließenden Naturregion Sächsisches Lössgefilde gerechnet wird.
Charakteristische und verbindende Merkmale der zum Sächsisch-Niederlausitzer Heideland gruppierten Naturräume sind nährstoffarme Böden auf mächtigen eiszeitlichen Lockersedimenten, Reichtum an Grundwasser sowie verbreitet im Untergrund lagernde Braunkohle. Es handelt sich um sogenanntes Altmoränenland, in welchem Abtragung und bodenbildende Prozesse schon seit sehr langer Zeit wirken. Die im Pleistozän entstandenen Oberflächenformen sind dementsprechend bereits stark verwischt bis eingeebnet, die Böden tief entkalkt und zum Teil tief versauert. Aus der verbreiteten landwirtschaftlichen Ungunst resultierten eine relativ dünne Besiedlung und besonders im 20. Jahrhundert umfangreiche militärische Nutzungen. Große Flächen wurden durch den Bergbau (Tagebau auf Braunkohle) durchgreifend technogen überprägt.
Relativ unzerschnittene Räume, zahlreiche Gewässer und Feuchtstandorte sowie ausgedehntes nährstoffarmes Offenland bestimmen neben anderen Merkmalen den naturschutzfachlichen Wert der Region, in der sich etwa 71 % der sächsischen Naturschutzgebietsfläche konzentrieren (siehe Liste der Naturschutzgebiete in Sachsen mit Zuordnung der NSG zu den Naturräumen).